# Медаль «В память 1000-летия Казани»
Меда́ль «В па́мять 1000-ле́тия Каза́ни» — юбилейная медаль Российской Федерации учреждённая Указом Президента Российской Федерации от 30 июня 2005 года № 762 в честь тысячелетия Казани как государственная награда Российской Федерации.
С 7 сентября 2010 года медаль не является государственной наградой Российской Федерации.

## Положение о медали

### Основания для награждения
Медалью «В память 1000-летия Казани» награждаются:
- жители города Казани — участники Великой Отечественной войны 1941—1945 годов;
- труженики тыла, работавшие в период Великой Отечественной войны 1941—1945 годов в городе Казани не менее шести месяцев либо награждённые орденами и медалями СССР за самоотверженный труд в Великой Отечественной войне 1941—1945 годов, ветераны труда;
- граждане, внёсшие значительный вклад в развитие города Казани.

### Правила ношения
Медаль «В память 1000-летия Казани» носится на левой стороне груди и располагается после медали «За труды по сельскому хозяйству».

## Описание медали
Медаль «В память 1000-летия Казани» — из латуни, имеет форму круга диаметром 32 мм, с выпуклым бортиком с обеих сторон.
На лицевой стороне медали — изображение комплекса Государственного историко-архитектурного и художественного музея-заповедника «Казанский Кремль». По окружности медали — надпись: «В память 1000-летия Казани».
На оборотной стороне медали, в центре, — герб города Казани, под ним по окружности медали — цифры «1005» и «2005». Слева от герба Казани по окружности медали — изображение лавровой ветви, справа — изображение дубовой ветви.
Все изображения и цифры на медали рельефные.
Медаль при помощи ушка и кольца соединяется с пятиугольной колодкой, обтянутой шёлковой муаровой лентой. Ширина ленты — 24 мм. Лента трёхцветная: слева — полоса зелёного цвета, справа — полоса красного цвета, каждая — шириной 10 мм. Между ними — полоса белого цвета шириной 4 мм.

## Изменение порядка ношения медали
В соответствии с Указом Президента Российской Федерации от 7 сентября 2010 года № 1099 «О мерах по совершенствованию государственной наградной системы Российской Федерации» медаль «В память 1000-летия Казани» перестала являться государственной наградой, перейдя в категорию юбилейных. При этом старшей наградой по отношению к ней стала медаль «В память 300-летия Санкт-Петербурга».

## Награждённые медалью
- Награждённые медалью «В память 1000-летия Казани»